# Streptosyllis nunezi
Streptosyllis nunezi är en ringmaskart som beskrevs av Faulwetter, Vasileiadou, Papageorgiou och Arvanitidis 2008. Streptosyllis nunezi ingår i släktet Streptosyllis och familjen Syllidae. Inga underarter finns listade i Catalogue of Life.